# Acehúche
Acehúche – gmina w Hiszpanii, w prowincji Cáceres, w Estramadurze, o powierzchni 91,06 km². W 2011 roku gmina liczyła 846 mieszkańców.